# Phytomyza ptarmicae
Phytomyza ptarmicae är en tvåvingeart som beskrevs av Erich Martin Hering 1937. Phytomyza ptarmicae ingår i släktet Phytomyza och familjen minerarflugor.
Artens utbredningsområde är Polen. Arten är reproducerande i Sverige. Inga underarter finns listade i Catalogue of Life.